# Alexeter attenuatus
Alexeter attenuatus är en stekelart som först beskrevs av Bridgman 1887.  Alexeter attenuatus ingår i släktet Alexeter och familjen brokparasitsteklar. Inga underarter finns listade i Catalogue of Life.